# Hultehouse
Hultehouse település Franciaországban, Moselle megyében. Lakosainak száma 362 fő (2022. január 1.). Hultehouse Danne-et-Quatre-Vents, Garrebourg, Lutzelbourg és Haegen községekkel határos.

## Népesség
A település népességének változása:
| Lakosok száma | 354  | 343  | 327  | 340  | 348  | 360  | 364  | 367  | 366  | 362  |
|               | 1968 | 1982 | 1990 | 2006 | 2013 | 2015 | 2017 | 2019 | 2020 | 2022 |